# علي الأحسائي
علي الأحسائي (بالإنجليزية: Ali Al-Ahsaei)‏؛ مواليد 1 يوليو 1988 في ، السعودية، هو لاعب كرة قدم سعودي .
لعب سابقاً لأندية الصفا و الخليج .